# Tolerme
Der Tolerme ist ein Fluss in Frankreich, der im Lot in der Region Okzitanien verläuft. Er entspringt im Gemeindegebiet von Labastide-du-Haut-Mont, entwässert in einem Bogen über Südwest nach Nordwest und mündet nach rund 21 Kilometern im Gemeindegebiet von Latouille-Lentillac als rechter Nebenfluss in die Bave.

## Orte am Fluss
(Reihenfolge in Fließrichtung)
- Malbouyssou, Gemeinde Labastide-du-Haut-Mont
- Le Mazut Bas, Gemeinde Lauresses
- Latronquière
- Sénaillac-Latronquière
- Le Bousquet, Gemeinde Gorses
- Cassagnes, Gemeinde Sousceyrac-en-Quercy
- Verdale, Gemeinde Latouille-Lentillac
- Latouille-Lentillac